# تيار زائد

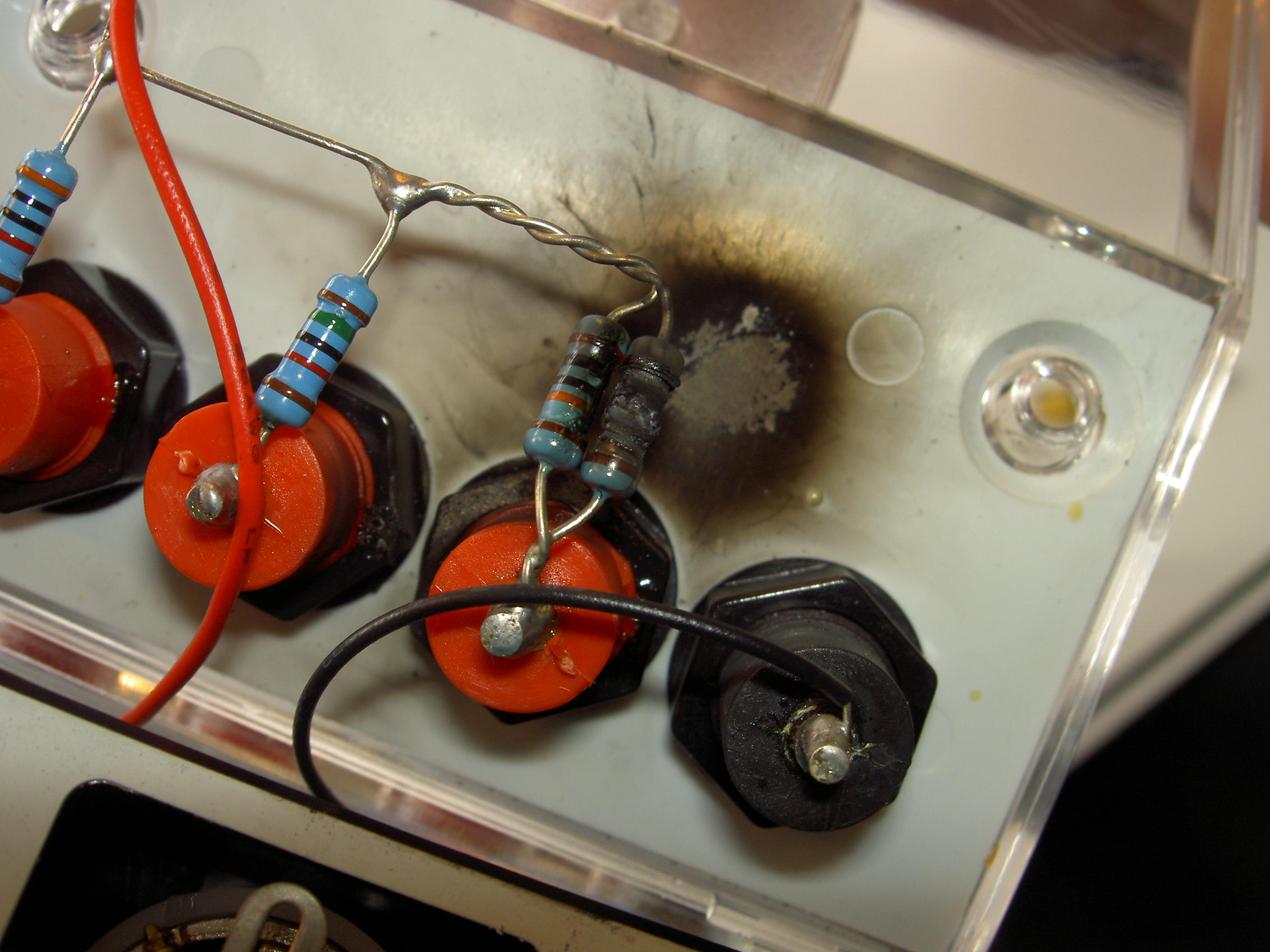

التيار الفائض أو التيار الزائد معناه أن التيار الكهربي تعدى مقداره المحدد مسبقاً، وأمسى مروره يتطلب ما يتجاوز إمكانيات أسلاك التوصيل الراهنة الأمر، الذي يسبب تجاوزات في حرارة الموصلات الكهربائية، مما قد يتسبب في حريق وبالتالي يتطلب فتح الدائرة لوقف مرور التيار، وبالتالي حماية المعدات.

## مسبباته
- دوائر القصر
- التحميل الزائد
- التصميم غير المحكم.

## وسائل الحماية
- فاصل الدائرة
- مفنن التيار
- المنصهر.